# EU Med
Группа «EU Med» (также EuroMed 9, MED9, Средиземноморская группа; ранее MED7; от англ. EUrope Mediterranean) — альянс девяти государств — членов Европейского Союза, имеющих общую античную историю и расположенных на берегу Средиземного моря: Греции, Испании, Италии, Кипра, Мальты, Португалии, Словении, Франции и Хорватии.

## История
Датой неофициального создания группы можно считать 17 декабря 2013 года, когда в Брюсселе министры иностранных дел Кипра и Испании выступили с инициативой об обеспечении согласованности в решении вопросов, представляющих общий интерес в рамках Европейского Союза. Тогда было решено, что группа будет проводить ежегодные совещания на уровне министров.
Первая такая встреча должна была пройти в Греции в 2014 году, во время её председательства в Совете ЕС, но вместо этого состоялась 14 апреля в Аликанте. Вторая встреча состоялась в феврале 2015 года в Париже. В феврале 2016 года на Кипре состоялась третья министерская встреча Средиземноморской группы, на которой также присутствовал Генеральный секретарь Союза для Средиземноморья Фаталлах Сиджилмасси. Министры иностранных дел обсудили вопросы безопасности и стабильности в Северной Африке и на Ближнем Востоке, а также урегулирование миграционного кризиса.
Свой первый официальный саммит группа провела 9 сентября 2016 года в зале Заппион в Афинах. По итогам саммита была опубликована Афинская декларация, призывающая к инвестициям с целью решения проблемы безработицы среди молодёжи и поддержки экономического роста, а также к укреплению сотрудничества стран ЕС по вопросам безопасности и миграции.
В 2021 году во время визита премьер-министра Словении Янеза Янши в Грецию было объявлено, что его страна, поддерживаемая Францией, Испанией и Грецией, также присоединится к группе. Делегации Хорватии и Словении впервые приняли участие на саммите группы в Афинах 17 сентября 2021 года.

## Государства — члены

Государства — члены группы «EU Med»

- Греция
- Испания
- Италия
- Кипр
- Мальта
- Португалия
- Франция
- Словения (с 2021 года)
- Хорватия (с 2021 года)

## Саммиты
- 9 сентября 2016 — Афины, Греция
- 28 января 2017 — Лиссабон, Португалия
- 10 апреля 2017 — Мадрид, Испания
- 10 января 2018 — Рим, Италия
- 29 января 2019 — Никосия, Кипр
- 14 июня 2019 — Валлетта, Мальта
- 10 сентября 2020 — Гроссето-Прунья, Франция
- 17 сентября 2021 — Афины, Греция
- 9 декабря 2022 — Аликанте, Испания